# Élection présidentielle guatémaltèque de 2023
L'élection présidentielle guatémaltèque de 2023 a lieu les 25 juin et 20 août 2023 afin d'élire le président et le vice-président de la République du Guatemala. Le premier tour se déroule en même temps que les élections législatives, les élections de vingt députés au Parlement centraméricain et les élections municipales.
Le président sortant, Alejandro Giammattei, n'est pas éligible à sa réélection, la Constitution interdisant d'effectuer un second mandat présidentiel, de manière consécutive ou non.
Le vote intervient dans le contexte d'un régime autoritaire qui entrave la tenue d'un scrutin libre et équitable. Dotée d'une classe politique réputée parmi les plus corrompues du continent, la population voit la plupart de ses candidats favoris disqualifiés dans les mois précédant le scrutin. Le Tribunal suprême électoral (TSE) et la Cour constitutionnelle sont ainsi accusés de manœuvrer au profit des élites dirigeantes et des candidats qu'elles cooptent.
Le premier tour est marqué par un fort taux de votes nuls et blancs et d’abstention, interprété comme un signe du mécontentement de l’électorat après l’invalidation de plusieurs candidatures d’opposition. Il voit arriver en tête deux candidats sociaux-démocrates aux profils opposés : Sandra Torres de l'Union nationale de l'espérance, vétérane de la politique et candidate malheureuse aux seconds tours des deux précédents scrutins, et Bernardo Arévalo du Mouvement Semilla, candidat anti-corruption et antisystème qui crée la surprise en se qualifiant au second tour.
Le 2 juillet 2023, les autorités électorales suspendent les résultats du premier tour à la demande de plusieurs partis de droite, dont celui du président sortant, qui invoquent des « fraudes » à l'avantage de Bernardo Arévalo. Après huit jours d'attente, la Cour suprême de justice valide cependant les résultats, arguant qu'aucune fraude n'a été constatée. Deux jours plus tard, un tribunal pénal suspend à son tour l'enregistrement de Semilla en invoquant des soupçons d'irrégularités — une décision pourtant interdite par la loi électorale pendant une période d'élection — avant l'intervention le 13 juillet de la Cour constitutionnelle, qui permet la tenue du second tour.
Bernardo Arévalo l'emporte avec une très large avance, réunissant plus de 60 % des suffrages exprimés. Le candidat réussit ainsi une campagne surprise, portée par la promesse d'une lutte contre la corruption et d'un changement face à l'élite économique du pays. Sandra Torres refuse quant à elle de reconnaitre la victoire de son adversaire, qu'elle accuse de fraude électorale. Après plusieurs mois de tentatives d'annulation du scrutin et d'obstruction de la part de la procureure générale María Consuelo Porras, contrée par la commission électorale et la Cour constitutionnelle, l’entrée en fonction d'Arévalo intervient finalement le 15 janvier 2024.

## Contexte

### Présidence d'Alejandro Giammattei

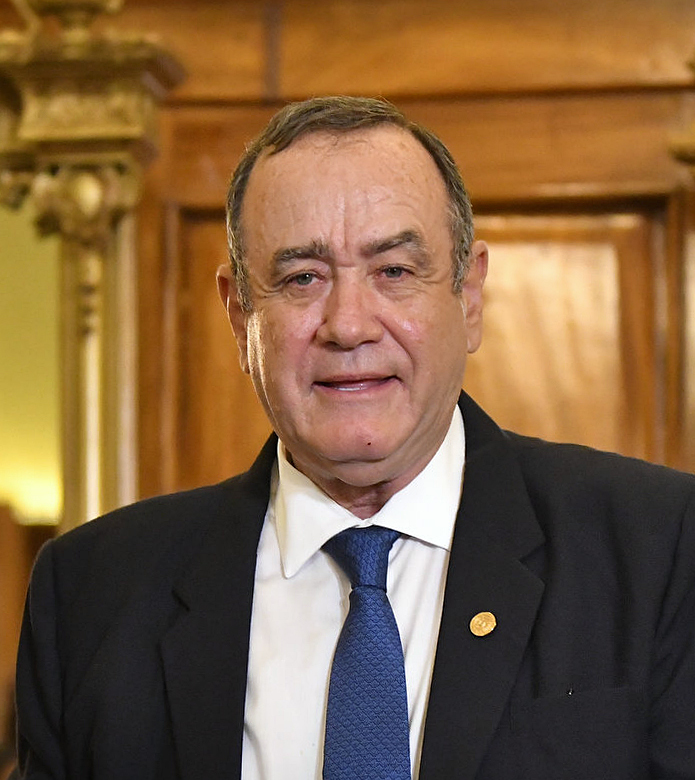
Le président sortant, Alejandro Giammattei.

L'élection présidentielle de juin 2019 voit la victoire au second tour du candidat du parti Vamos, Alejandro Giammattei, sur Sandra Torres, candidate de l'Union nationale de l'espérance (UNE). Le scrutin intervient dans un contexte de perte de confiance de la population envers sa classe politique, jugée incapable de lutter contre la corruption, la criminalité et la misère que connaît le pays,.
Médecin de formation, Alejandro Giammattei fait face, durant sa présidence, à plusieurs crises politiques, économiques et sociales. La mauvaise gestion par le gouvernement des conséquences des ouragans Eta et Iota ainsi que de la pandémie de Covid-19 lui valent d'importantes critiques qui se cristallisent lors du vote du budget de 2021. Ce dernier réduit en effet la part allouée aux hôpitaux publics tout en augmentant les aides aux grandes entreprises, soupçonnées de favoritisme. Les manifestations de grande envergure qui s'ensuivent — surnommées « révolution des haricots » en référence au qualificatif de « mangeurs de haricots » attribué aux manifestants par un député — conduisent à l'incendie du bâtiment du Congrès et à des appels à la démission du président, auxquels se joint notamment son propre vice-président, Guillermo Castillo Reyes,.
Au cours du mois de février 2022, le site d'investigation salvadorien El Faro accuse Alejandro Giammattei d'avoir financé sa campagne avec des pots-de-vin versés par une entreprise de construction. Giammattei aurait négocié en 2019 une contribution de 2,6 millions de dollars à sa campagne électorale de la part de José Luis Benito, ministre au sein du gouvernement du président sortant Jimmy Morales. En échange de cette somme, Giammattei aurait promis au ministre de le maintenir en poste pendant un an afin de perpétuer un système de corruption de plusieurs millions de dollars dans le cadre de contrats de construction et d'entretien de routes. Le président guatémaltèque refuse néanmoins de démissionner et parvient à se maintenir en fonction jusqu'à l'élection présidentielle de 2023.
Candidate malheureuse au second tour des élections présidentielles de 2015 et 2019, Sandra Torres reçoit en janvier 2023 l'investiture de l'UNE pour une troisième candidature.

### Indicateurs sociaux-économiques
Après une période de récession due à la pandémie de Covid-19, le Guatemala connaît une forte croissance en 2021 et 2022. Cette croissance est attribuée aux exportations vers l'Amérique du Nord de matières premières et aux envois de fonds (remesas) de la diaspora, qui représentent plus de 15 % du PIB du pays. Le Guatemala demeure un pays très inégalitaire avec 60 % de la population vivant sous le seuil de pauvreté et 56 % souffrant d’insécurité alimentaire. Les populations indigènes, qui représentent près de 45 % de la population totale, soit le taux le plus haut d’Amérique centrale, sont les plus touchées. Les gouvernements successifs ont toujours peu investi dans des projets d’infrastructures et de développement.

### Prévalence de la corruption
La corruption et l'impunité sont très répandues dans le pays. Après la signature des accords de paix en 1996, mettant fin à la guerre civile, la question des corps illégaux et des appareils clandestins de sécurité n'a jamais été résolue. Selon une enquête de l'ONU, ces organisations liées aux services de renseignements militaires ont recouru pendant le conflit à des réseaux illicites pour s'enrichir et favoriser les intérêts des élites économiques. Dans les années 2010, la création par les Nations unies de la Commission internationale contre l'impunité au Guatemala (Cicig) avait permis d'aboutir aux premières condamnations, dont celle du président Otto Pérez Molina (2012-2015), qui pilotait un vaste réseau de détournement de fonds publics. Les enquêtes de la Cicig ont progressivement révélé de multiples réseaux de corruption impliquant personnalités politiques et chefs d'entreprise ; les élites obtiennent en conséquence l'expulsion de la Cicig en 2019. Des dizaines de magistrats ayant enquêté sur la corruption, de même que plusieurs journalistes, ont depuis été emprisonnés ou contraints à l'exil. De nombreuses ONG dénoncent une tentative de « criminalisation » du travail de journaliste au Guatemala.

## Mode de scrutin
Le président de la république du Guatemala est élu au scrutin uninominal majoritaire à deux tours pour un mandat de quatre ans non renouvelable. Si aucun candidat ne recueille la majorité absolue des suffrages exprimés au premier tour, un second est convoqué entre les deux candidats arrivés en tête au premier, et celui recueillant le plus de suffrages l'emporte. Chaque candidat se présente avec un colistier, lui-même candidat à la vice-présidence. Tous deux doivent être âgés de plus de quarante ans et posséder la nationalité guatémaltèque de naissance.
Le vice-président remplace le président en cas de vacance du pouvoir, jusqu'au terme de son mandat de quatre ans. Il ne peut se présenter lui-même à une élection présidentielle que si ce remplacement n'a pas duré plus de deux ans, tout comme un président dont le mandat a été interrompu. En cas d'empêchement simultané du président et du vice-président, le Congrès de la République élit un président à la majorité qualifiée des deux tiers du total de ses membres, pour la durée restante du mandat en cours.
Une grande partie de la jeunesse guatémaltèque n'est pas inscrite sur les listes électorales et ne peut donc pas voter (environ 1,8 million de personnes sur les 2,7 millions ayant entre 18 et 25 ans).

## Campagne

### Pressions des autorités
Les institutions électorales sont vivement critiquées en raison de l'exclusion à répétition de candidats jugés en situation de remporter l'élection présidentielle, dans ce qui s'apparente à une fraude électorale par anticipation. La candidate de gauche Thelma Cabrera est ainsi disqualifiée au motif que son colistier, l'ex-juge anticorruption Jordán Rodas, fait l'objet d'une enquête. Puis, à un mois du premier tour, la candidature du favori des sondages, Carlos Pineda, est également écartée par la Cour constitutionnelle, de même que celle de Roberto Arzú, fils de l’ancien président Álvaro Arzú et autre potentiel vainqueur du scrutin,.
Au contraire, la candidate d’extrême droite Zury Ríos, fille de l'ex-dictateur Efraín Ríos, est autorisée à participer en dépit de la Constitution guatémaltèque qui interdit aux proches d'anciens dictateurs de participer aux élections présidentielles. Les autorités électorales valident également la candidature de personnalités notoirement liées au crime organisé.
Le président Alejandro Giammattei exerce une forte pression sur les institutions du pays et est accusé de dérives dictatoriales. De nombreuses institutions, telles que la Cour constitutionnelle ou le ministère public, ont été investies par des élites largement décrites comme corrompues, et leurs anciens membres arrêtés et condamnés. La Commission internationale contre l'impunité au Guatemala (Cicig), fondée par les Nations unies, a été dissoute et ses membres également arrêtés, pour ceux qui n'ont pu s'exiler. Selon l'ancien rapporteur de l'ONU pour la liberté d'expression Frank La Rue, le Guatemala est soumis à la « dictature d'un groupe [soudé] par des intérêts économiques, de corruption et même de crime organisé », groupe dont le président Giammattei ne serait qu'un représentant parmi d'autres.
Les ONG dénoncent la disparition de l’État de droit au Guatemala, la concentration des médias et les liens entre la classe politique traditionnelle et les narcotrafiquants. En 2019, la Cicig avait déclaré que le crime finançait 25 % du budget des campagnes électorales.

### Thèmes
Les candidats autorisés à se présenter mènent une campagne marquée à droite, mettant en avant leur attachement aux valeurs religieuses et à la défense de la propriété privée, ainsi que leur opposition à la légalisation de l’avortement. Sont notamment portés en exemples à suivre les politiques sécuritaires du président salvadorien Nayib Bukele. Les églises évangéliques conservent une grande influence dans la vie politique, après avoir notamment participé à la sélection des juges de la Cour suprême et de la Cour constitutionnelle, de même que plusieurs débats entre candidats lors desquels les pasteurs orientent les discussions. Lors de l'ultime débat de la campagne, les échanges concernent en particulier le mariage homosexuel, tandis que la question de la pauvreté, qui touche au moins 54 % de la population, est ignorée. Au contraire, l'éviction des candidatures de gauche par les autorités électorales a conduit à ce que « le discours et les idées de la gauche [disparaissent] du débat ».
Les trois favoris du scrutin — Zury Ríos, Sandra Torres et Edmond Mulet — usent abondamment de pratiques clientélistes. Les personnes venues assister à leurs meetings se voient ainsi offrir divers cadeaux, voire une somme d'argent dans le cas de Zury Rios. Les militants des partis politiques circulent dans les rangs pour noter les noms et adresses des présents comme « premiers bénéficiaires » en cas de victoire de leur candidat. La pratique du don contre le vote est une pratique habituelle lors des élections au Guatemala et n'est pas sanctionnée.

## Sondages

### Second tour
| Institut   | Date           | Échantillon | Arévalo Semilla         | Torres UNE      | Aucun |       |       |       |   |
| ---------- | -------------- | ----------- | ----------------------- | --------------- | ----- | ----- | ----- | ----- | - |
| Institut   | Date           | Échantillon | Prodatos / Prensa Libre | 10–14 août 2023 | Aucun | 1 200 | 64,9% | 35,1% | — |
| 53,6%      | 29,0%          | 17,4%       | Prodatos / Prensa Libre | 10–14 août 2023 |       |       |       |       |   |
| CID Gallup | 4–13 août 2023 | 1 819       | 64,0%                   | 36,0%           | —     |       |       |       |   |
| CID Gallup | 18–27 Juillet  | 1 242       | 63,0%                   | 37,0%           | –     |       |       |       |   |
| Innovem    | 20–26 Juillet  | 3 773       | 37,8%                   | 45,0%           | 17,2% |       |       |       |   |

## Résultats
| Candidats                | Candidats                | Colistiers               | Partis                   | Premier tour | Premier tour | Second tour | Second tour |
| Candidats                | Candidats                | Colistiers               | Partis                   | Voix         | %            | Voix        | %           |
| ------------------------ | ------------------------ | ------------------------ | ------------------------ | ------------ | ------------ | ----------- | ----------- |
|                          | Sandra Torres            | Romeo Estuardo Guerra    | UNE                      | 888 924      | 21,10        | 1 567 664   | 39,09       |
|                          | Bernardo Arévalo         | Karin Herrera            | Semilla                  | 653 486      | 15,51        | 2 442 718   | 60,91       |
|                          | Manuel Conde             | Luis Antonio Suárez      | Vamos                    | 436 918      | 10,37        |             |             |
|                          | Armando Castillo         | Édgar Grisolia           | VIVA                     | 397 469      | 9,44         |             |             |
|                          | Edmond Mulet             | Máximo Santa Cruz        | Cabal                    | 369 903      | 8,78         |             |             |
|                          | Zury Ríos                | Héctor Cifuentes         | Valor-PU                 | 366 574      | 8,70         |             |             |
|                          | Manuel Villacorta        | Jorge Mario García       | VOS                      | 236 886      | 5,62         |             |             |
|                          | Giovanni Reyes           | Óscar Figueroa           | BIEN                     | 142 129      | 3,37         |             |             |
|                          | Amílcar Rivera           | Fernando Mazariegos      | Victoire                 | 137 793      | 3,27         |             |             |
|                          | Amílcar Pop              | Mónica Enríquez          | Winaq                    | 88 211       | 2,09         |             |             |
|                          | Ricardo Sagastume        | Guillermo González       | Todos                    | 78 503       | 1,86         |             |             |
|                          | Rudy Guzmán              | Diego González           | PPN                      | 66 962       | 1,59         |             |             |
|                          | Isaac Farchi             | Mauricio Zaldaña         | Bleu                     | 61 544       | 1,46         |             |             |
|                          | Julio Rivera             | José Urrutia             | MF                       | 46 365       | 1,10         |             |             |
|                          | Francisco Arredondo      | Francisco Bermúdez       | CREO                     | 43 786       | 1,04         |             |             |
|                          | Giulio Talamonti         | Óscar Barrientos         | UR                       | 40 363       | 0,96         |             |             |
|                          | Hugo Peña                | Hugo Jhonson             | Elefante                 | 39 658       | 0,94         |             |             |
|                          | Rudio Lecsan Mérida      | Rubén Darío Rosales      | PHG                      | 35 423       | 0,84         |             |             |
|                          | Rafael Espada            | Arturo Herrador          | PR                       | 32 497       | 0,77         |             |             |
|                          | Sammy Morales            | Miguel Ángel Moir        | FCN                      | 22 816       | 0,54         |             |             |
|                          | Álvaro Trujillo          | Miguel Ángel Ibarra      | Changement               | 18 306       | 0,43         |             |             |
|                          | Luis Lam Padilla         | Otto Marroquín           | PIN                      | 7 944        | 0,19         |             |             |
|                          |                          |                          |                          |              |              |             |             |
| Suffrages exprimés       | Suffrages exprimés       | Suffrages exprimés       | Suffrages exprimés       | 4 212 460    | 74,92        | 4 010 382   | 95,25       |
| Votes invalides          | Votes invalides          | Votes invalides          | Votes invalides          | 1 021 607    | 18,17        | 147 165     | 3,50        |
| Votes blancs             | Votes blancs             | Votes blancs             | Votes blancs             | 388 363      | 6,91         | 52 687      | 1,25        |
| Total                    | Total                    | Total                    | Total                    | 5 622 430    | 100          | 4 210 234   | 100         |
| Abstentions              | Abstentions              | Abstentions              | Abstentions              | 3 627 364    | 39,22        | 5 150 834   | 55,02       |
| Inscrits / participation | Inscrits / participation | Inscrits / participation | Inscrits / participation | 9 249 794    | 60,78        | 9 361 068   | 44,98       |

## Analyse et conséquences

### Premier tour

Pourcentage de votes blancs ou nuls par municipalité au 1er tour.

Le scrutin est marqué par un taux très élevé de votes blancs et nuls au premier tour, atteignant un suffrage sur quatre. Aux 7 % de votes blancs s'ajoutent en effet un nombre de votes nuls de plus de 18 % du total des votants, un record dans le pays, qui voit les votes nuls réunir plus de suffrages que n'importe lequel des candidats en lice. Ce taux exceptionnellement élevé est attribué à la perte de confiance de l'électorat envers le système politique, exacerbée par la disqualification de nombreux candidats,.

Candidat arrivé en tête au premier tour par département.
Sandra Torres
Bernardo Arévalo
Manuel Conde

Le premier tour voit Sandra Torres se qualifier pour la troisième fois consécutive au second tour d'une élection présidentielle. L'ancienne Première dame du président Álvaro Colom (au pouvoir de 2008 à 2011) arrive en tête, portée par une campagne l'ayant éloignée de ses anciennes positions sociales-démocrates pour un tournant plus conservateur.
À la surprise générale, son adversaire est Bernardo Arévalo, fils de l'ancien président Juan José Arévalo et candidat du Mouvement Semilla, né des manifestations anti-corruption de 2015,. La qualification de ce candidat de centre gauche anti-corruption jusque-là absent des sondages est perçu comme un vote de rejet de la classe politique,. Social-démocrate, il est comme sa rivale opposé au mariage homosexuel et à l'avortement.
Zury Rios, décrite comme la favorite après la disqualification de ses principaux concurrents, n'obtient finalement que 8,7 % des voix, bien en deçà des attentes de ses partisans. Cet échec serait dû à sa proximité avec l’extrême droite et la Fondation contre le terrorisme.
Aucun des deux candidats qualifiés pour le second tour ne voit sa formation remporter seule la majorité au Parlement, obligeant par conséquent le vainqueur à négocier avec la majorité issue des élections législatives. Ces dernières voient la victoire de plusieurs partis de droite, dont le parti Vamos, qui arrive en tête et obtient 39 sièges sur 160, contre 28 sièges à l'Union nationale de l'espérance de Sandra Torres et 23 au Mouvement  Semilla d'Arévalo.

### Suspension des résultats
Le 2 juillet 2023, la Cour constitutionnelle répond à une demande d'amparo de neuf partis généralement classés à droite — dont celui de la candidate Sandra Torres, l'UNE, et celui du président sortant, Vamos —, qui réclament un nouveau scrutin sur la base d'allégations d'irrégularités et de fraudes en faveur de Bernardo Arévalo. La Cour ordonne au Tribunal suprême électoral de suspendre l'officialisation des résultats jusqu'à ce qu'un nouvel examen des bulletins contestés soit mis en place afin de dissiper tout doute sur le processus électoral,. Le dossier est alors transféré à la Cour suprême de justice pour décision finale. En attendant cette dernière, la certification des résultats de l'ensemble des scrutins présidentiels, législatifs, municipaux et même des élections au Parlacen est suspendue.
Cette décision est dénoncée par la Mission d'observation électorale au Guatemala, l'Union européenne, l'Organisation des Nations unies, l'Organisation des États américains, les États-Unis et le Royaume-Uni. Ceux-ci exhortent les tribunaux et les partis politiques au respect des résultats électoraux et à la séparation des pouvoirs,,,,. Des chefs traditionnels mayas appellent au respect des résultats de l'élection présidentielle, avertissant qu'ils pourraient « mobiliser la population » si les autorités persistaient à bloquer les résultats.
La nouvelle révision des procès-verbaux ordonnée par la Cour constitutionnelle a lieu du 4 au 6 juillet et ne permet pas de constater des changements substantiels dans les résultats des élections. En conséquence, après deux semaines d'incertitude, la Cour suprême de justice rejette le 10 juillet la demande des neuf partis de candidats perdants et autorise le Tribunal suprême électoral à procéder à l'officialisation des résultats et à la convocation du second tour de l'élection présidentielle.

### Suspension de l'enregistrement de Semilla
L'un des députés élus le 25 juin au sein de la liste du Mouvemment Semilla, Samuel Pérez Álvarez, avertit dès le 5 juillet qu'une manœuvre visant à dissoudre le parti est en préparation afin d’empêcher la participation d'Arévalo au second tour.
Le 12 juillet 2023, faisant fi d'une loi empêchant la suspension d'un parti durant le processus électoral, un tribunal pénal suspend la personnalité juridique du Mouvement Semilla en invoquant des irrégularités dans la collecte des parrainages datant de mai 2022. Affirmant avoir découvert une « nouvelle affaire de corruption », il accuse le parti d'avoir falsifié 5 000 de ces parrainages et versé de l'argent pour les faire valider. Cette décision, qui menace alors d'empêcher Arévalo de participer au second tour, est dénoncée par l'opposition et les États-Unis. Le chef du parquet spécial contre l'impunité (FECI), Rafael Curruchiche, à l'origine de cette décision, fait en effet l'objet de sanctions de la part des États-Unis en raisons des nombreuses poursuites engagées à l'encontre de juges anticorruption. Les partis d'opposition ainsi que des organisations de défense des droits de l'homme accusent les institutions de « manœuvrer » pour « perpétuer un régime corrompu » dont le système de cooptation des candidats par l'oligarchie aurait été mis à mal par le succès de la candidature d'Arévalo. À ces critiques s'ajoutent rapidement celles de l’Église catholique, des universités et des communautés autochtones, qui demandent le respect du processus électoral. L'adversaire d'Arévalo, Sandra Torres, se joint elle même aux critiques en dénonçant la décision du FECI, et suspend sa campagne par solidarité. Le 13 juillet, la Cour constitutionnelle valide la demande faite par Semilla de suspendre la décision du FECI, permettant ainsi la tenue du second tour,.

### Second tour

Candidat arrivé en tête au deuxième tour par département.
Sandra Torres
Bernardo Arévalo

Le second tour voit Bernardo Arévalo l'emporter largement, avec près de 61 % des suffrages exprimés, marquant ainsi la victoire de ce « candidat surprise » malgré les tentatives de disqualification de sa candidature. Célébrant sa victoire, il déclare que « le peuple guatémaltèque a parlé haut et fort » dans un discours très fort à l'égard de la corruption où il affirme notamment : « Nous avons été les victimes, les proies, de politiciens corrompus pendant des années »,.
Considérée comme la candidate des forces traditionnelles et des élites, portée par des promesses d'aides sociales et de subventions pour les plus pauvres tout en multipliant les discours conservateurs lui ayant permis d'obtenir le soutien de la droite et des milieux évangélistes, Sandra Torres ne parvient pas à l'emporter face à un candidat ayant cristallisé les espoirs de changement. Considéré comme un « risque pour la continuité du système », Bernardo Arévalo obtient le soutien de la population dont en particulier la jeunesse, face à la puissante élite économique,.
Sa victoire est reconnue dans la soirée par la présidente du Tribunal suprême électoral (TSE), Irma Palencia, ainsi que par le président sortant Alejandro Giammattei, qui l'invite à préparer une « transition ordonnée » en vue de sa prise de fonction, prévue le 14 janvier 2024. Elle est en revanche rejetée par Sandra Torres et son Union nationale de l'espérance, qui l'accusent de fraude électorale et assurent avoir relevé des irrégularités ayant affecté le résultat du vote,.

## Suites

### Tentatives d'annulation des résultats

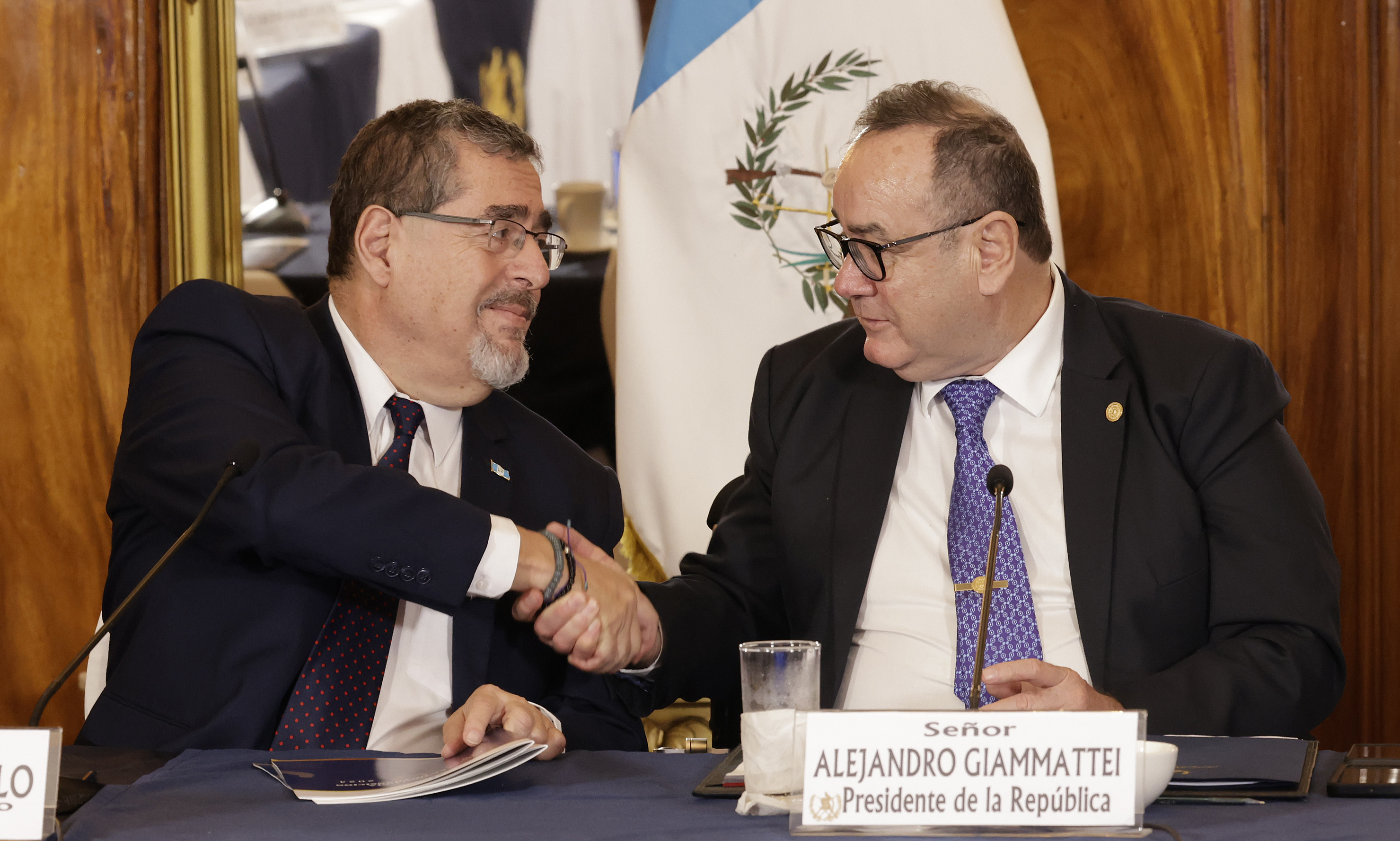
Bernardo Arévalo et le président sortant Alejandro Giammattei lors d'une réunion sur la transition, le 4 septembre 2023

La victoire de Bernardo Arévalo au second tour ne met cependant pas un terme définitif au conflit l'opposant aux institutions, sous contrôle de l'élite politique et économique du pays. Si la passation de pouvoir doit intervenir le 14 janvier 2024, elle est précédée le 31 octobre 2023 par la fin de la période électorale officielle, et donc de la période de grâce protégeant le parti d'Arévalo, Semilla, des poursuites judiciaires dont il est toujours l'objet.
Au soir du second tour, le candidat Edmond Mulet — arrivé cinquième au premier tour — juge ainsi très probable une annulation de l'enregistrement de Semilla en tant que parti. Dans ce cas de figure, le nouveau président pourrait au mieux se voir reclassé en indépendant, de même que les élus de son parti, déjà minoritaire au Congrès à l'issue des élections législatives. Une telle situation priverait Arévalo d'un réel soutien parlementaire, les élus indépendants ne pouvant occuper de fonction importante au parlement, y compris au sein des comités parlementaires. Dans le pire des cas, l'annulation de l'enregistrement officiel du parti pourrait être utilisé pour justifier l'annulation de l'élection de tous ses membres, y compris celle d'Arévalo à la présidence.
Le gouvernement révèle par la suite que Bernardo Arévalo a été visé par deux projets d'assassinat. L’un d’eux, surnommé « plan Colosio », aurait été commandité par des agents de l’État qui ambitionnaient de l’éliminer avant le second tour. L'autre, projeté par les membres d’un gang criminel, visait à l'assassiner ainsi que sa vice-présidente élue Karin Herrera. La Commission interaméricaine des droits de l’homme exige en conséquence du gouvernement guatémaltèque qu'il assure la protection du duo élu. Dans ce contexte, Arévalo s’abstient d’apparaître en public et annule les célébrations prévues à la suite de son élection. Il annonce à la mi-septembre son retrait du processus de transition pour protester contre la saisie d’urnes par des agents du ministère public. Affirmant enquêter sur de possibles fraudes, le Parquet spécial contre l’impunité (FECI) réquisitionne en effet un total de 160 urnes le 12 septembre au siège du Tribunal suprême électoral (TSE). Ces pratiques provoquent les critiques de l’équipe de transition de Bernardo Arevalo dont celles de son directeur juridique, Juan Guerrero, qui va jusqu'à dénoncer un « coup d’État en cours ».

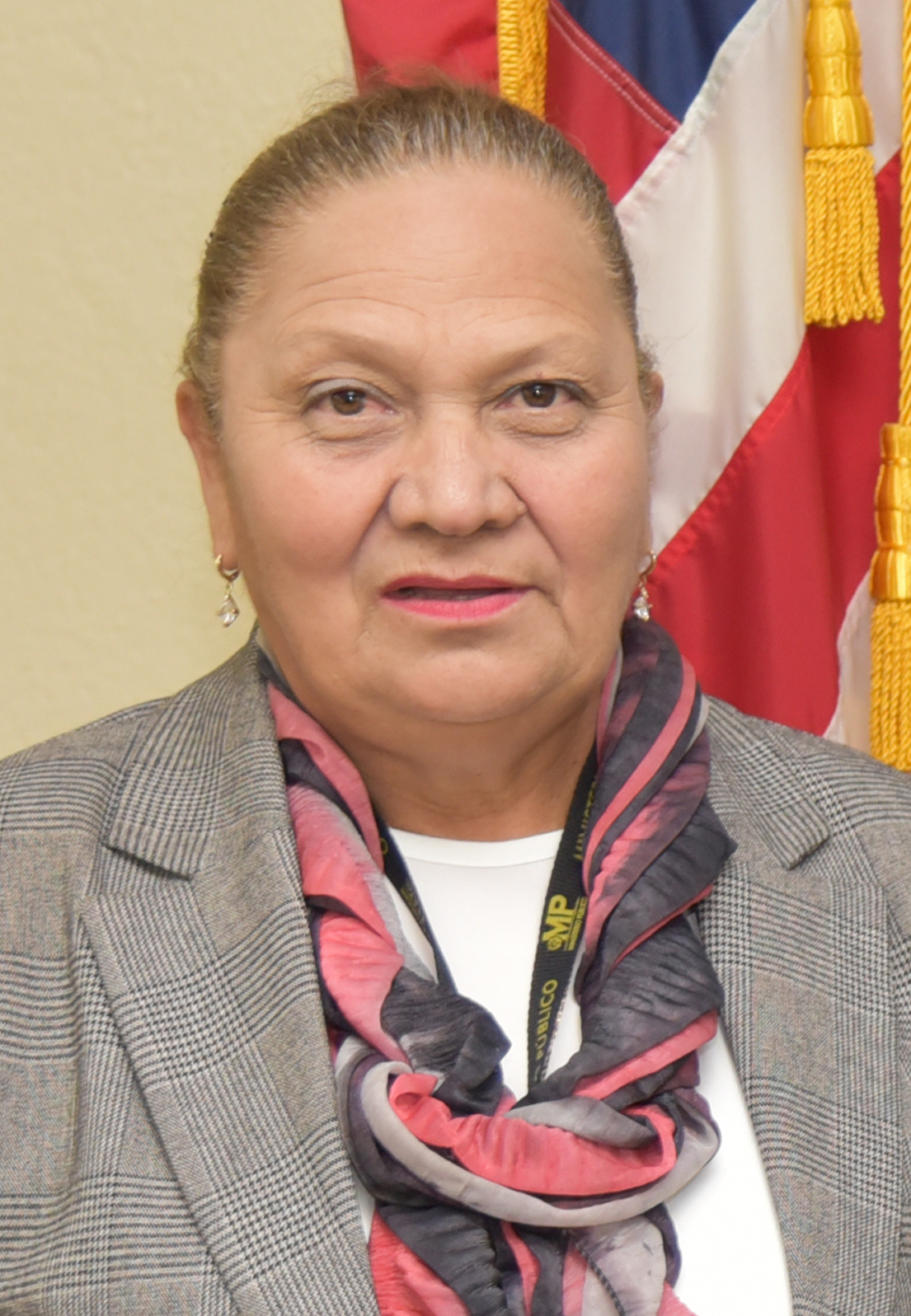
La procureure générale María Consuelo Porras

Courant novembre, le parquet général demande la levée de l'indemnité du président élu et de son vice-président, qu'il accusent d'avoir jouer un rôle dans la prise de contrôle de l'université de San Carlos entre avril 2022 et juin 2023. Cette dernière avait été occupée par des étudiants et des professeurs en protestation de l'élection de Walter Mazariegos au poste de recteur dans un contexte d'accusation de fraude électorale à son encontre,. Malgré les conclusions d'un rapport de l'Institut des sciences médico-légales du Guatemala plusieurs mois plus tôt par constatant l'absence de participation d'Arévalo et Herrera dans cette affaire, la procureure Leonor Morales — soutenue par la procureure générale María Consuelo Porras — annonce le 8 décembre que « des anomalies dans la rédaction du procès-verbal de clôture du décompte des voix » ont été observées au cours d’enquêtes et que le parquet considère comme « nulle et non avenue » l'élection présidentielle d’août 2023,. Plus tard dans la journée, l'Organisation des États américains dénonce par un communiqué une « tentative de coup d’État » et  « une  révision de l’ordre constitutionnel du pays ainsi qu’une infraction à l’État de droit et une violation des droits humains de la population guatémaltèque »,. En réponse, le Tribunal suprême électoral (TSE) annonce le lendemain 9 décembre que les résultats de l’élection présidentielles « sont officiels et inaltérables »,.
María Consuelo Porras poursuit cependant ses tentatives de bloquer la passation de pouvoir en déposant un recours auprès de la Cour constitutionnelle. Cette dernière le rejette le 15 décembre, et ordonne que la cérémonie de prestation de serment du président élu ait lieu à la date prévue. Confronté aux menaces répétées de la procureure générale de mettre Karin Herrera en état d'arrestation, cette dernière se tourne à son tour vers la Cour, qui ordonne le 11 janvier le rétablissement de l’immunité des deux vainqueurs de la présidentielle. Confrontée à des manifestations de grande ampleur à son encontre, María Consuelo Porras fait arrêter le ministre de l'Intérieur sortant, David Napoleón Barrientos Girón, en raison de son refus de rompre les quelques 400 barricades érigées par les manifestants, ce qui aurait selon lui exigé une utilisation « irrationnelle de la force » par les institutions, en contradiction avec leur devoir de « protéger et privilégier les vies humaines »,.

### Investiture

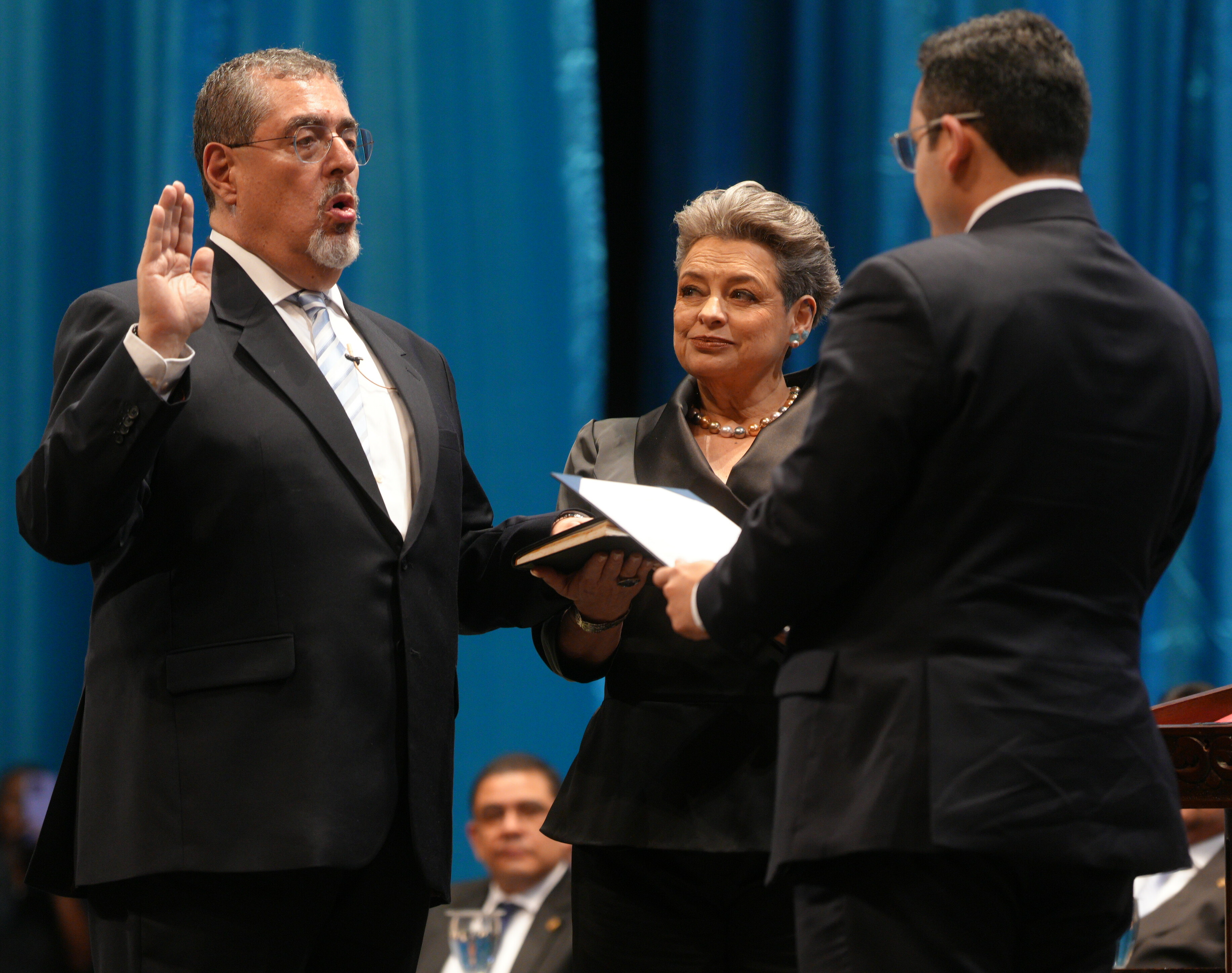
Prestation de serment de Bernardo Arévalo

Prévue le 14 janvier 2024, la séance inaugurale du nouveau Congrès — issu des élections législatives du 25 juin 2023 — est intentionnellement retardée par une partie des députés sortants, ce qui retarde par ricochet l'investiture du nouveau président prévue à 15 h. Ces évènements ont pour effet de provoquer des manifestations de ses partisans aux abords du siège du Congrès à Guatemala. La séance d'investiture commence finalement peu avant minuit, permettant à Bernardo Arévalo et Karin Herrera d'être assermentés respectivement comme président et vice-présidente du Guatemala devant Samuel Pérez Álvarez, président du Congrès, dans le théâtre national Miguel Ángel Asturias le 15 janvier peu après minuit,,.